# Cakfem-Mushere jezik
Cakfem-Mushere jezik (ISO 639-3: cky; chakfem, chokfem), afrazijski jezik uže zapadnočadske skupine kojim govori oko 5 000 ljudi (1990 SIL) iz plemena ratarskog Chakfem-Mushere u nigerijskoj državi Plateau, LGA Mangu.
Pobliže se klasificira podskupini pravih angas jezika A.3. angas-gerka. Ima dva dijalekta, kadim-kaban i jajura.

## Vanjske poveznice
- Ethnologue (14th)
- Ethnologue (15th)